# Droúseia
Droúseia är en ort i Cypern.   Den ligger i distriktet Eparchía Páfou, i den västra delen av landet, 90 km väster om huvudstaden Nicosia. Droúseia ligger 659 meter över havet och antalet invånare är 403. Den ligger på ön Cypern.
Terrängen runt Droúseia är huvudsakligen kuperad. Droúseia ligger uppe på en höjd. Trakten runt Droúseia är glesbefolkad, med 13 invånare per kvadratkilometer. Närmaste större samhälle är Pólis, 8,6 km norr om Droúseia. Trakten runt Droúseia består till största delen av jordbruksmark.
Klimatet i området är tempererat. Årsmedeltemperaturen i trakten är 20 °C. Den varmaste månaden är juli, då medeltemperaturen är 31 °C, och den kallaste är januari, med 9 °C. Genomsnittlig årsnederbörd är 631 millimeter. Den regnigaste månaden är januari, med i genomsnitt 141 mm nederbörd, och den torraste är augusti, med 2 mm nederbörd.